# كارل بلدسو
كارل بلدسو هو مربي ماشية وسياسي أمريكي، ولد في 6 أكتوبر 1923 في Aroya, Colorado ‏ في الولايات المتحدة، وتوفي بنفس المكان في 5 يونيو 2012. نشط حزبياً في الحزب الجمهوري. وقد انتخب عضو مجلس نواب كولورادو ‏.